# الحزب الوطني الليبيري
الحزب الوطني الليبيري هو حزب سياسي في ليبيريا. قدم الحزب مرشحين في انتخابات 11 أكتوبر 2005.
وفاز مرشح الحزب ارما جالا بنسبة 0.4٪ من الاصوات في انتخابات الرئاسة. فشل الحزب في الفوز بأي مقاعد في مجلس الشيوخ أو مجلس النواب.
تم استبعاد الحزب من خوض الانتخابات الرئاسية والتشريعية لعام 2011. 